# Tremarctos floridanus
Tremarctos floridanus és una espècie extinta de mamífer carnívor de la família dels ossos (Ursidae). Tenia una àmplia distribució al sud-est dels Estats Units durant l'època del Ranxolabreà (fa entre 11.000 i 250.000 anys), a més a més de troballes aïllades de fòssils en altres parts de Nord-amèrica i d'altres èpoques.

## Medi
T. floridanus tenia una àmplia distribució al sud del casquet glacial continental, des de la costa del golf fins a allò que avui en dia és Carolina del Sud, passant per Florida i Tennessee, durant el Ranxolabreà. Se n'han trobat alguns fòssils de l'Irvingtonià (fa entre 250.000 i 2,5 milions d'anys) i del Blancà (fa entre 1,8 i 4,75 milions d'anys) a l'oest de Nord-amèrica. Se n'han trobat fòssils en dos jaciments de Belize i a Mèxic.
Coexistí amb Arctodus. El seu parent vivent més proper és l'os d'antifaç, de Sud-amèrica. Formen la subfamília dels tremarctins juntament amb Arctodus. S'extingiren al final de l'última edat glacial, 10.000 anys enrere (o, possiblement, 8.000 anys enrere a la Devil's Den de Florida), a causa d'una combinació de canvi climàtic i la caça pels paleoamericans acabats d'arribar.

## Taxonomia
Gidley descrigué aquest animal el 1928 amb el nom d'Arctodus floridanus. Ha estat recombinat com a T. floridanus per Kurtén (1963), Lundelius (1972) and Kurtén i Anderson (1980). L'espècimen tipus fou trobat al jaciment Golf Course de la capa fossilífera de Melbourne, a Melbourne (Florida).